# Королёв, Александр Игнатьевич
Александр Игнатьевич Королёв (4 мая 1901 года, д. Ильинское, ныне Пошехонский район, Ярославская область — 29 сентября 1943 года, плацдарм у с. Студенец, Каневский район, Черкасская область) — советский военачальник, генерал-майор (1.09.1943). Герой Советского Союза (25.10.1943, посмертно).

## Начальная биография
Александр Игнатьевич Королёв родился 4 мая 1901 года в деревне Ильинское ныне Пошехонского района Ярославской области в семье крестьянина. В 1914 году закончил народное училище. Семья была многодетная, и Александр был отдан в мальчики немецкому торговцу в Петроград, где работал бесплатно, за еду. В 1917 году после смерти родителей вернулся в деревню и взял на свои плечи заботу о братьях.

## Военная служба

### Гражданская война
16 марта 1920 года был призван в Красную Армию и направлен в 29-й запасной стрелковый полк Московского военного округа, а через два месяца командирован из него на учёбу на 2-е Московские пехотные командные курсы. В конце 1921 — начале 1922 года в составе Московской бригады курсантов принимал участие в отражении вторжения финских войск в Советскую Карелию. После окончания курсов с марта 1922 года состоял в резерве Московского ВО.

### Межвоенное время
С августа 1922 года служил отделенным командиром, помощником командира взвода и командиром взвода в 143-м стрелковом полку 48-й стрелковой дивизии Московского ВО. С октября 1924 по август 1925 года находился на повторных курсах среднего комсостава при 2-й Московской пехотной школе, по возвращении в полк занимал должности командира взвода и помощника командира роты, начальника боепитания полка, начальника штаба батальона, помощника начальника штаба полка. В июле — августе 1930 года одновременно прошёл подготовку на окружных курсах хозяйственников. В 1932 году вступил в ВКП(б). С февраля 1934 года исполнял должность помощника начальника 1-й (оперативной) части штаба 48-й стрелковой дивизии. В феврале 1935 года переведен начальником 4-й (разведывательной) части штаба 56-й Московской стрелковой Краснознаменной дивизии в город Псков. С марта 1936 года в том же округе служил в 11-й стрелковой дивизии помощником начальника 1-й (оперативной) части, с февраля 1938 года — начальником 5-й части, а с июня — помощником начальника штаба дивизии. В декабре 1939 года назначен начальником штаба 168-й стрелковой дивизии, дислоцировавшейся в районе города Олонец.

### Советско-финская и Великая Отечественная войны
В ходе советско-финской войны умело разработал план боевых действий дивизии, чем обеспечил быстрое продвижение вперед. 168-я стрелковая дивизия с тяжёлыми боями прошла более 200 километров вдоль северо-западного побережья Ладожского озера, от Олонца до Сортавалы. За мужество, проявленное в боях с финнами, 20.5.1940 года А. И. Королёв был награждён орденом Красного Знамени. С окончанием войны продолжил службу на той же должности, дивизия дислоцировалась в районе Сортавала.
22 июня 1941 года дивизия была поднята по боевой тревоге и заняла оборону на протяжении 62 километров на одном из участков советско-финской границы. Дивизия 45 дней вела тяжёлые оборонительные бои, с боями отступая к Ладожскому озеру. В течение этого времени противник несколько раз объявлял о разгроме и уничтожении дивизии, но дивизия продолжала сражаться. Начальник штаба Королёв умело разрабатывал оперативные планы боевых операций, используя опыт советско-финской войны. В середине августа дивизия, сохранив основной состав, на судах Ладожской флотилии была вывезена на остров Валаам, а потом была направлена в 55-ю армию под Ленинград. За боевые заслуги и умелое проведение боевых операций полковник Королёв был награждён вторым орденом Красного Знамени.
С 10 по 17 сентября командовал 237-й стрелковой дивизией
С 17 сентября 1941 года по ноябрь 1942 года полковник Королёв командовал 90-й стрелковой дивизией 55-й армии Ленинградского фронта. Сражаясь в битве за Ленинград, дивизия участвовала в Первой Синявинской, Любанской, Усть-Тосненской, Второй Синявинской операциях. В начале ноября 1942 года был направлен на учёбу.
В мае 1943 года окончил ускоренный курс Высшей военной академии имени К. Е. Ворошилова, по окончании которой был назначен на должность командира 23-й стрелковой дивизии 47-й армии Степного военного округа. 1 августа дивизия вместе со всей 47-й армией была передана на Воронежский фронт. Участвовал в Белгородско-Харьковской и Сумско-Прилукской наступательных операциях.
Командир 23-й стрелковой дивизии 23-го стрелкового корпуса 47-й армии Воронежского фронта генерал-майор А. И. Королёв проявил отвагу и мастерство командира в ходе битвы за Днепр. Стремительно двигаясь к Днепру, 11 сентября 1943 года дивизия вышла к реке Псёл у города Гадяч (Полтавская область). Генерал-майор Королёв организовал форсирование реки и бой за город и лично провёл разведку подступов к городу, а затем поставил задачи полкам и батальонам и направил дивизию на штурм города. Дивизия форсировала реку и, сломив сопротивление противника, штурмом освободила город. При этом было уничтожено до 600 немецких солдат. За последующие 12 дней дивизия прошла с боями более 200 километров, штурмом овладела Гельмязов и другими населенными пунктами и вышла к Днепру у села Студенец (Каневский район, Киевская, ныне Черкасская, область). Утром 25 сентября 1943 года передовые отряды дивизии генерала Королёва первыми в корпусе с ходу форсировали Днепр. На следующий день, 26 сентября, уже вся дивизия находилась на плацдарме. При отражении немецких контратак пехоты с танками проявил умение организовать прочную оборону, сорвав все попытки сбросить советские войска в Днепр, пройдя более 300 километров и освободив более 260 населенных пунктов.
Утром 29 сентября была отбита атака противника, после которой Александр Игнатьевич Королёв обошёл все подразделения с целью поднятия настроения бойцов. Во время артиллерийского обстрела генерал-майор был убит осколком разорвавшегося снаряда, попавшим в голову.
Тело генерала было вынесено с поля боя и было переправлено на левый берег Днепра. С воинскими почестями был похоронен в парке районного центра Гельмязов (ныне Золотоношский район, Черкасская область).
Указом Президиума Верховного Совета СССР от 23 октября 1943 года за успешное форсирование Днепра, прочное закрепление плацдарма на его западном берегу и проявленные при этом отвагу и геройство генерал-майору Александру Игнатьевичу Королёву посмертно присвоено звание Героя Советского Союза.
Все 7 братьев Королёвых погибли в боях за Родину: двое на советско-финской войне и пятеро в Великой Отечественной войне.

## Награды
- Медаль «Золотая Звезда» Героя Советского Союза (25.10.1943, посмертно);
- орден Ленина (25.10.1943, посмертно);
- два ордена Красного Знамени (20.05.1940, 9.08.1941);
- медаль «XX лет Рабоче-Крестьянской Красной Армии» (22.02.1938).

## Память
Фамилия Героя помещена на мемориале боевой славы в городе Пошехонье Ярославской области.
В селе Вощикове, что близ Ильинского, родины Королева, построена копия дома Королёвых, где открыт музей семьи Королёвых.